# 德科拉 (喬治亞州)
德科拉（英語：Decora）是位於美國喬治亞州戈登縣的一個非建制地區。該地的面積和人口皆未知。

## 地理
德科拉的座標為34°34′45″N 84°51′46″W / 34.57917°N 84.86278°W，而該地的平均海拔高度為208米（即682英尺）。